# اومستان
اومستان (به سوئدی: Umestan) یک پارک تجاری در شهر اومئو، سوئد است.
این پارک در سال ۱۹۹۸ میلادی تأسیس شده است و محل آن در گذشته یک پادگان نظامی بوده اما شهرداری اومئو آن را تبدیل به یک پارک تجاری - بازرگانی کرده است. روزانه ۳۰۰۰ نفر از اماکن تجاری این پارک دیدن میکنند.